# Ageratinastrum lejolyanum
Ageratinastrum lejolyanum là một loài thực vật có hoa trong họ Cúc. Loài này được (Adamska & Lisowski) Kalanda mô tả khoa học đầu tiên năm 1986.